# Andri Rúnar Bjarnason
Andri Rúnar Bjarnason (Bolungarvík, 12 novembre 1990) è un calciatore islandese, attaccante dello Stjarnan.

## Palmarès

### Club

#### Competizioni nazionali
- Superettan: 1

Helsingborg: 2018

### Individuale
- Capocannoniere della 2. deild karla: 1

2010
- Capocannoniere della Úrvalsdeild: 1

2017
- Capocannoniere della Superettan: 1

2018